# Under (byggnad)
Under är en restaurangbyggnad i Spangereid i Lindesnes kommun i Norge, som till huvuddelen ligger under havsytan.
Byggnaden ligger vid stranden av Terneholmen i Spangereid. En del av den består av en avlång snedställd rörliknande byggnadskropp i betong, som är 35 meter lång och delvis nedsjunken i havet, Den understa delen ligger på fem meters djup. I havsändan, i restaurangens matsal, finns ett elva meter lång och tre–fyra meter högt perspektivfönster. Betongväggarna är en halv meter tjocka.
Restaurangen har plats för i 35-40 gäster i ett rum.  
Under har ritats av Snøhetta. Den byggdes på en pråm alldeles i närheten av den permanenta platsen och sänktes därefter ned på havsbotten och fästes vid ett betongblock, vilket i sin tur var förankrat i berget under havsytan. 